# Mides
Mides ist eine tunesische Bergoase nahe der Grenze zu Algerien, nordwestlich von Tozeur.
Sie liegt in den Bergen des Djebel En Negueb, einem südöstlichen Ausläufer des Aurès und Teil des Atlas-Gebirges. In der Nähe finden sich weitere Bergoasen: Tamerza sechs Kilometer im Süden und Chebika im Südosten. Einige Kilometer südlich liegt der 800 m lange Tamerza-See.

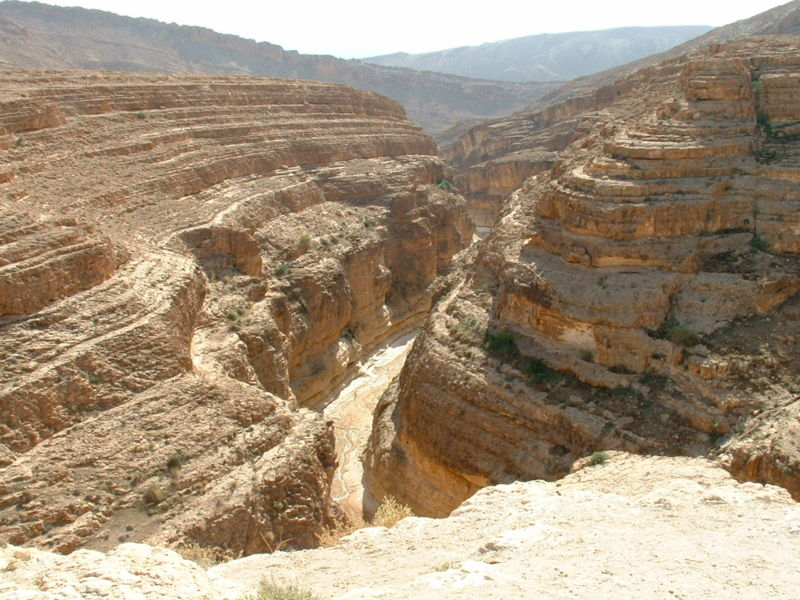
Der Mides-Canyon, 2006

Die Oase lockt viele Touristen an, die im Rahmen von Tagestouren durch Südtunesien hier einen Stopp einlegen. 
An der algerischen Grenze liegt der beeindruckende Mides-Canyon, eine drei Kilometer lange, tief in die umliegenden Berge eingeschnittene Schlucht.
Der Ort war bereits im Altertum als römischer Vorposten und Teil des nordafrikanischen Limes bekannt. 
1969 wurde das alte Dorf nach schweren Regenfällen durch Hochwasser zerstört.
Eine kleine Straße verbindet den Ort mit Tamerza im Süden.
In der Umgebung wurden Teile der Filme Jäger des verlorenen Schatzes (1981), Fort Saganne (1984) und Der englische Patient (1996) gedreht.